# William Unwin
William Cawthorne Unwin, född 12 december 1838 i Coggeshall, Essex, död 17 mars 1933, var en engelsk ingenjör. 
Unwin var, efter studier i Manchester (som elev till William Fairbairn) och London, åren 1861–68 ledare av olika ingenjörsarbeten, 1868–72 instruktör vid skeppsbyggeriskolan i South Kensington, 1872–85 professor i vattenbyggnadskonst vid Royal Indian Engineering College och 1884–1904 professor i ingenjörsvetenskap vid Central Technical College of the Guilds of London. 
Unwin tjänstgjorde som sekreterare i 1890 års internationella kommission för Niagarafallens utbyggande och var president i Institution of Civil Engineers (1911), i Institution of Mechanical Engineers (1915–16) samt tillhörde Londons universitets senat (1900–05 och från 1911). Han erhöll 1921 Kelvinmedaljen.